# فالتر إليزوندو
فالتر إليزوندو (بالإسبانية: Walter Elizondo)‏ هو لاعب كرة قدم كوستاريكي في مركز الدفاع، ولد في 4 نوفمبر 1942 في كارتاغو في كوستاريكا، وتوفي في 20 نوفمبر 2018. شارك مع منتخب كوستاريكا لكرة القدم. أما مع النوادي، فقد لعب مع ديبورتيفو سابريسا ونادي كارتاهينيس.

## وصلات خارجية
- فالتر إليزوندو على موقع الاتحاد الدولي (مؤرشف)  (الإنجليزية)
- فالتر إليزوندو على موقع ناشيونال فوتبول تيمز (الإنجليزية)